# Volksempfänger

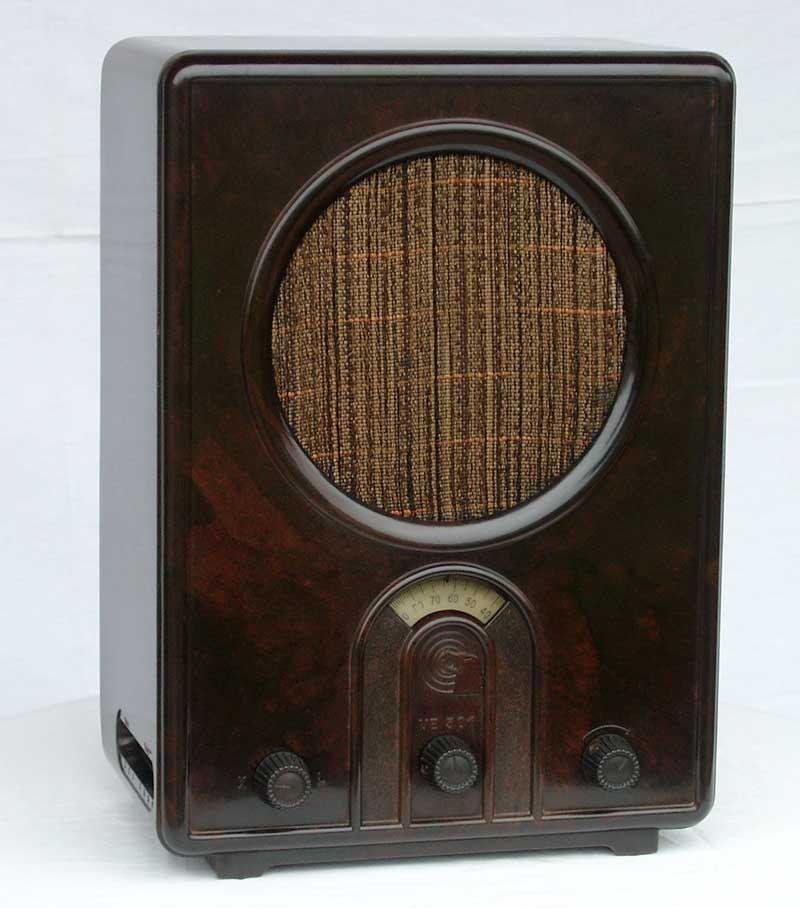
Volksempfänger, Tipo VE301W.

Los Volksempfänger (en alemán, literalmente 'receptor del pueblo') fueron una serie de receptores de radio desarrollados por Otto Griessing para la empresa Seibt a petición de Joseph Goebbels. 
El primer aparato presentado fue el Modelo VE301 el 18 de agosto de 1933 en la Internationale Funkausstellung Berlin (la feria internacional de la radio de Berlín). Este diseño VE301 tenía un cuerpo de baquelita creado por Walter Maria Kersting. Se fijó el precio de la versión de corriente a 76 Reichsmark, y para la versión de batería se fijó un precio de 65 RM.
El propósito del programa Volksempfänger era hacer posible que el público en general tuviera acceso a un aparato para escuchar radio. Joseph Goebbels se dio cuenta del gran potencial que tenía este medio relativamente moderno para difundir propaganda, y por ello consideró muy importante que los equipos de radio fueran fácilmente accesibles.

## Historia
El modelo del Volksempfänger VE-301 original fue presentado el 18 de agosto de 1933 en el Internationale Funkausstellung Berlin. El precio del VE-301 fue 76 Reichsmark, y un modelo más barato, el DKE38 (a veces llamado "Goebbels-Schnauze" (el "hocico de Goebbels") por el público), que costaba 35 Reichsmark, fue producido más tarde, junto con una serie de otros modelos bajo el Volksempfänger, el Gemeinschaftsempfänger, el KdF (Kraft durch Freude), el DKE (Deutscher Kleinempfänger) y otras marcas.

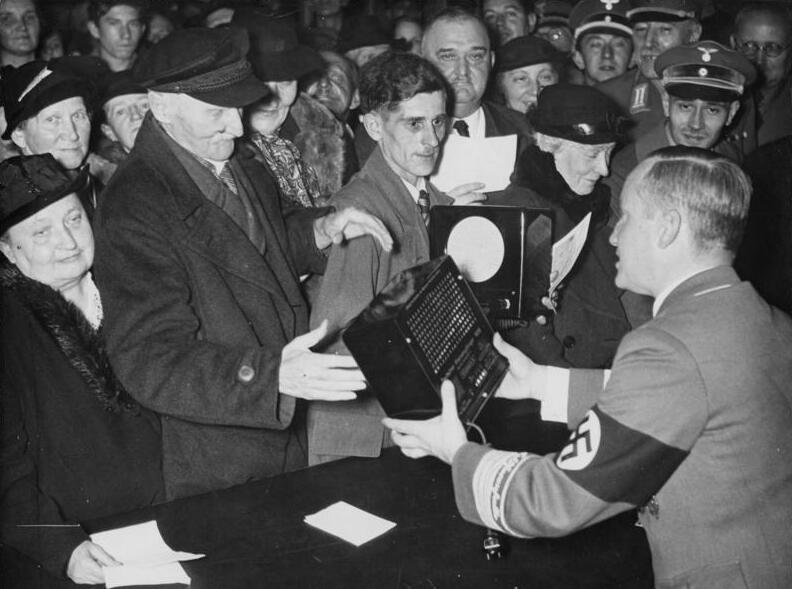
Distribución de 500 ejemplares de la radio con motivo del cumpleaños de Joseph Goebbels. (Berlín, 1938).

Todos los Volksempfänger fueron diseñados para captar solamente emisoras de radio locales, para asegurar que se pudieran oír fácilmente las emisiones de propaganda nazi, y no otros medios de comunicación, como el BBC World Service. Para este fin la mayoría de los Volksempfänger carecieron de la capacidad de receptar ondas cortas y en sus diales no se indicaban las posiciones aproximadas de los diales de emisoras europeas importantes, práctica que fue común en este momento entre fabricantes de otros receptores. Generalmente solo emisoras alemanes y austriacas fueron marcadas y los modelos más baratos no tuvieron ninguna indicación. La sensitividad era menor que la de una radio normal aunque en la práctica podía, con dificultad, captar emisoras extranjeras (incluyendo la BBC), especialmente porque estas emisoras aumentaron su potencia de transmisión durante la guerra.
Oír a la emisoras extranjeras era un delito en la Alemania Nazi mientras que en algunos territorios ocupados, como Polonia, toda escucha de radio por ciudadanos no alemanes fue declarada ilegal (más tarde en la guerra esta prohibición fue ampliada a la mayoría de países ocupados junto con confiscaciones de aparatos de radio).). Las penas incluían la confiscación de radios y encarcelamiento, y al avanzar la guerra, la pena de muerte. Sin embargo la escucha clandestina era una práctica muy extendida en muchos países ocupados por los nazis y en la misma Alemania. Los nazis también intentaron interferir con las señales de radio de algunas emisoras enemigas con poco éxito.

## Efectos
Se ha dicho mucho sobre la eficacia de los Volksempfänger como método de propaganda. Albert Speer, el arquitecto predilecto y ministro de armamentos y guerra de Hitler, dijo en su último discurso en los juicios de Núremberg:

"La dictadura de Hitler difirió de la de todos sus predecesores en la historia en un punto fundamental. Su dictadura fue la primera [...] que aprovechó completamente todos los medios técnicos para la dominación de su propio país. Mediante aparatos técnicos como la radio y la altavoz, 80 millones de personas fueron privadas del pensamiento independiente. De ese modo fue posible sujetarlos a la voluntad de un hombre".

## Aspecto económico
El Volksempfänger fue uno de los pocos productos del proyecto propagandístico alemán junto con el KdF-Wagen, el Deutschen Einheits-Fernseh-Empfänger E 1 (el receptor televisivo único alemán E1), el Volkskühlschrank (frigorífico para el pueblo) o las Volkswohnung (casas del pueblo), que se produjeron en una cantidad considerable.
El Volksempfänger debía ser facilitado a cada familia, para que pudieran así captar la publicidad nacionalsocialista. Las empresas fabricantes fueron escépticas con el primer aparato, temían que las ventas no fueran al menos el doble de lo que costaba cada aparato.
Sin embargo, este temor no se confirmó, por el contrario el precio se estancó. Con lo que la industria productora de Volksempfängers conseguía beneficios extremadamente pequeños. Los beneficios más altos dependían del desarrollo de las válvulas de la radio, y las empresas lo esperaban con ambición para ver las consecuencias económicas del desarrollo. Por una parte no fueron las pequeñas empresas las que tomaron posición en el mercado, fue el Estado quien impuso una ley de precios, que muchas de estas pequeñas empresas aceptaron. Por otra parte, el número de cadenas de radiodifusión fue aumentando a excepción de los años 1935 y 1936. Este desarrollo fue sin duda lo que posibilitó la implantación del modelo único VE 301, desde 1938 el „Deutschen Kleinempfängers“ DKE38 (el pequeño receptor alemán) - llamado popularmente como "Goebbelsschnauze" (literalmente, "el hocico de Goebbels"). Incluso se desarrolló el DKE38, un aparato especial con válvulas especiales (tenían dos sistemas eléctricos en la misma culata) que permitieron bajar los precios a 35 RM.
De esta forma, en la Exposición Internacional de Radio de Berlín de 1933 se vendieron los primeros 100.000 aparatos. En total se vendieron más de un millón de los distintos tipos de Volksempfänger. El número de oyentes fue significativamente más alto a partir de 1937, cuando se empieza a intensificar la propaganda del Reich para manipular al pueblo.

## Utility Radio
El equivalente británico de los Volksempfänger fue la Utility Radio, que fue producida utilizando un diseño aprobado por el gobierno por un consorcio de fabricantes que usaron componentes estándares para hacer más fácil su reparación. No obstante, el propósito principal del diseño británico fue economizar el uso de materiales escasos y simplificar las reparaciones en vez de frustrar los intentos de escuchar emisoras extranjeras. (Oficialmente tal escucha no se fomentaba, pero no fue prohibida en el Reino Unido.)

## LosVolksempfängeren la cultura popular
- El álbum Radio-Activity, puesto en venta en 1975 por los pioneros de música electrónica alemana Kraftwerk, posee una foto de un Volksempfängeren en la cubierta.
- El grupo musical alemán Welle-Erdball ha producido una canción llamada Volksempfänger VE-301, que se dio a conocer en su álbum de 2002, Die Wunderwelt Der Technik.
- El grupo alemán de rock industrial Rammstein publicó el vídeoclip Radio en abril de 2019, cuyo trasfondo temático se sirve de la influencia de la Volksempfängeren en la cultura alemana. Adoptando una perspectiva anacrónica, el autor inserta la reivindicación feminista actual en el marco de la propaganda radial nazi de la década de 1940, lo que da como resultado un exquisito juego temporal en el que el colectivo femenino es el protagonista.

## Libros y publicaciones
En alemán
- Ansgar Diller: Der Volksempfänger. Propaganda- und Wirtschaftsfaktor. In: Mitteilungen des Studienkreises Rundfunk und Geschichte 9/1983, S. 140-157
- Michael P. Hensle: Rundfunkverbrechen. Das Hören von "Feindsendern" im Nationalsozialismus, Metropol: Berlin 2003, ISBN 3-936411-05-0
- Wolfgang König: Der Volksempfänger und die Radioindustrie. Ein Beitrag zum Verhältnis von Wirtschaft und Politik im Nationalsozialismus. In: Vierteljahreshefte für Sozial- und Wirtschaftsgeschichte 90/2003, S. 269-289
- Wolfgang König: Mythen um den Volksempfänger. Revisionistische Untersuchungen zur nationalsozialistischen Rundfunkpolitik. In: Technikgeschichte 70/2003, S. 73-102
- Wolfgang König: Volkswagen, Volksempfänger, Volksgemeinschaft. "Volksprodukte" im Dritten Reich: Vom Scheitern einer nationalsozialistischen Konsumgesellschaft, Ferdinand Schöningh: Paderborn et al. 2004, ISBN 3-506-71733-2
- Conrad F. Latour: Goebbels' "außerordentliche Rundfunkmaßnahmen" 1939-1942. In: Vierteljahrshefte für Zeitgeschichte 11/1963, S. 418-435.
- Daniel Mühlenfeld: Joseph Goebbels und die Grundlagen der NS-Rundfunkpolitik. In: Zeitschrift für Geschichtswissenschaft 54/2006, S. 442–467.
- Uta C. Schmidt: Der Volksempfänger. Tabernakel moderner Massenkultur. In: Inge Marßolek/Adelheid von Saldern (Hg.): Radiozeiten. Herrschaft, Alltag, Gesellschaft (1924-1960), Vlg. f. Berlin-Brandenburg: Potsdam 1999, S. 136-159, ISBN 3-932981-44-8
- Kilian J. L. Steiner: Ortsempfänger, Volksfernseher und Optaphon. Entwicklung der deutschen Radio- und Fernsehindustrie und das Unternehmen Loewe 1923-1962, Essen: Klartext Vlg. 2005, ISBN 3-89861-492-1